# Elstra
Elstra (górnołuż. Halštrow) – miasto w Niemczech, w kraju związkowym Saksonia, w okręgu administracyjnym Drezno, w powiecie Budziszyn. Leży na Górnych Łużycach nad rzeką Czarna Elstera, ok. 6 km na południowy wschód od Kamenz i ok. 34 km na północny wschód od Drezna.
Część miasta znajduje się w oficjalnym obszarze osadniczym Serbołużyczan.

## Historia

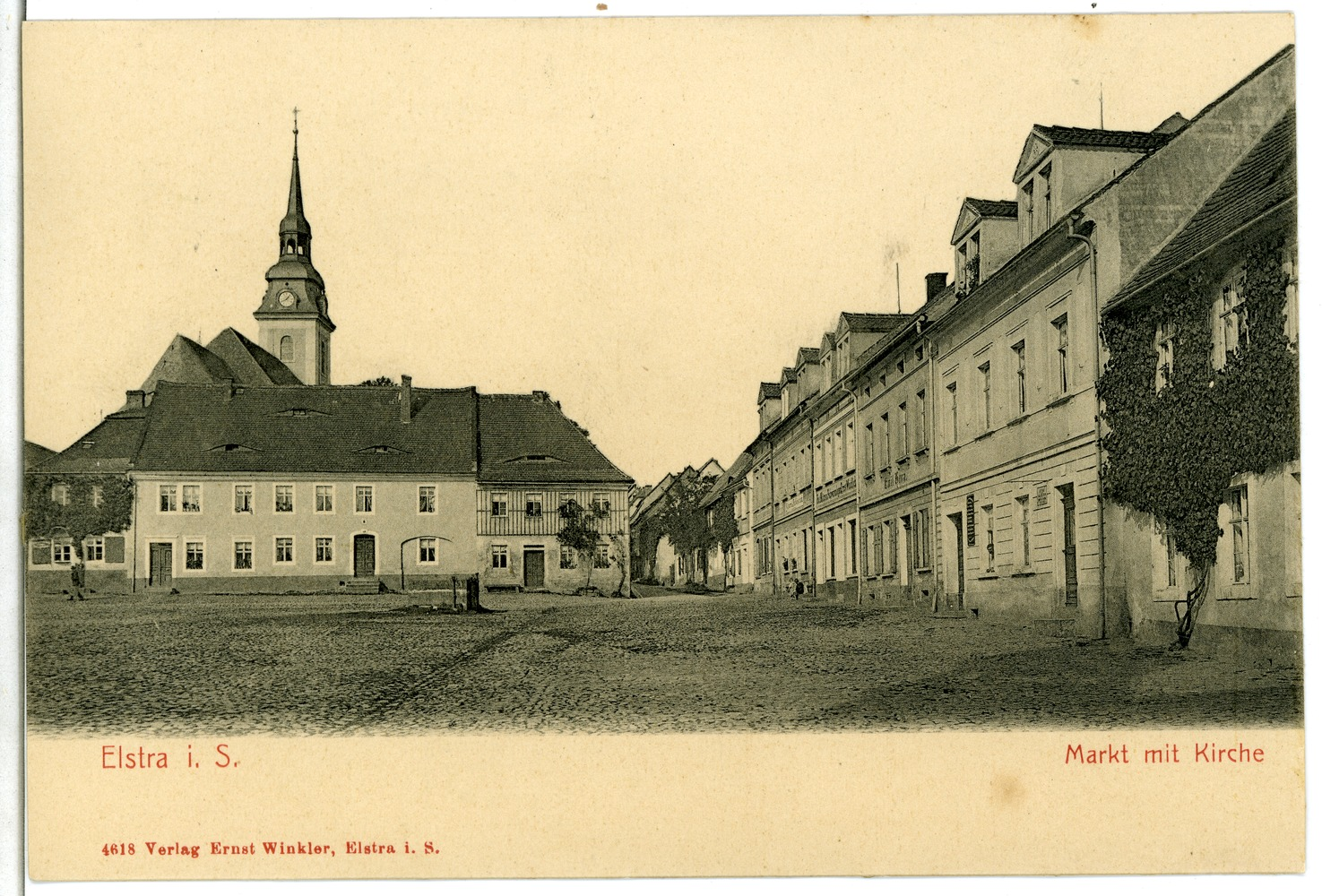
Rynek ok. 1903 roku

Najstarsza wzmianka o miejscowości Elstrowe pochodzi z 1248 roku. W 1383 otrzymała prawa miejskie, a w 1528 herb. W latach 1697–1706 i 1709–1763 miasto leżało w granicach unijnego państwa polsko-saskiego. W 1717 ucierpiało na skutek pożaru. Po pożarze wzniesiony został nowy ratusz. Od 1806 część Królestwa Saksonii, związanego w latach 1807–1815 unią personalną z Księstwem Warszawskim. W 1871 Elstra weszła w skład Cesarstwa Niemieckiego. W 1902 spłonął tutejszy pałac, po czym wzniesiony został nowy.
W kwietniu 1945 r. toczyły tu walki 9 Brygada Artylerii Przeciwpancernej i 28 Pułk Piechoty Ludowego Wojska Polskiego. Po II wojnie światowej miasto znalazło się w radzieckiej strefie okupacyjnej Niemiec i w latach 1949-1990 należało do NRD.
W 1994 do miasta przyłączono wsie Prietitz i Rauschwitz.

## Zabytki
- Pocztowy słup dystansowy z 1725 r. z herbami Polski i Saksonii oraz monogramem króla Augusta II Mocnego na Rynku (kopia z 1995, zachowany herb z oryginału jest przechowywany w ratuszu)
- Ratusz z XVIII w. przy Rynku
- Kamieniczki z XVIII i XIX w. przy Rynku
- Kościół św. Michała z 1755 r. w stylu barokowym (luterański)
- Pałac z ok. 1903 r. i park
- Pozostałości mostu kolejowego z 1890 r.
- Kościół w Prietitz z 1881 r. (luterański)
- Dom parafialny w Prietitz z 1793 r.

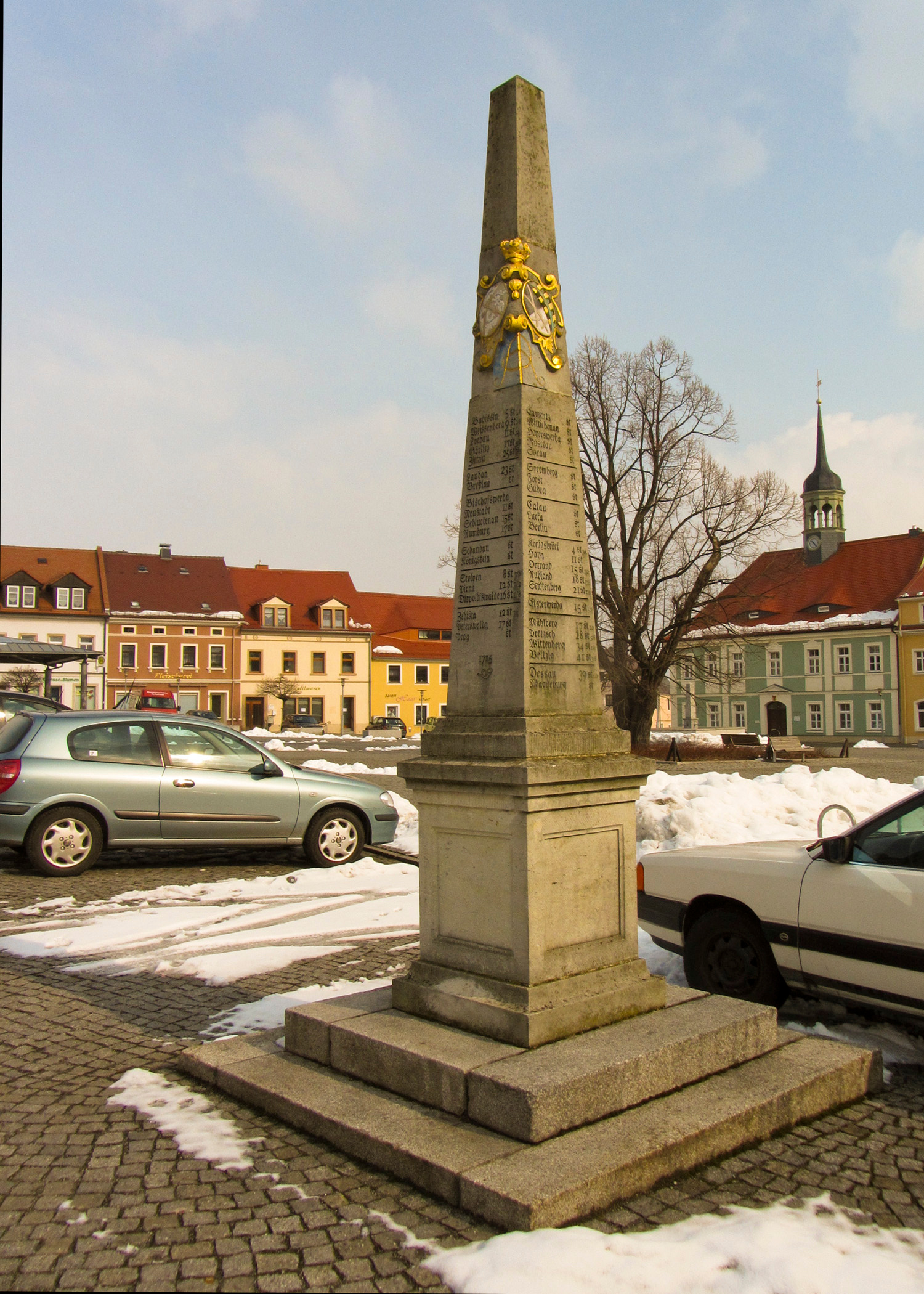
Pocztowy słup dystansowy
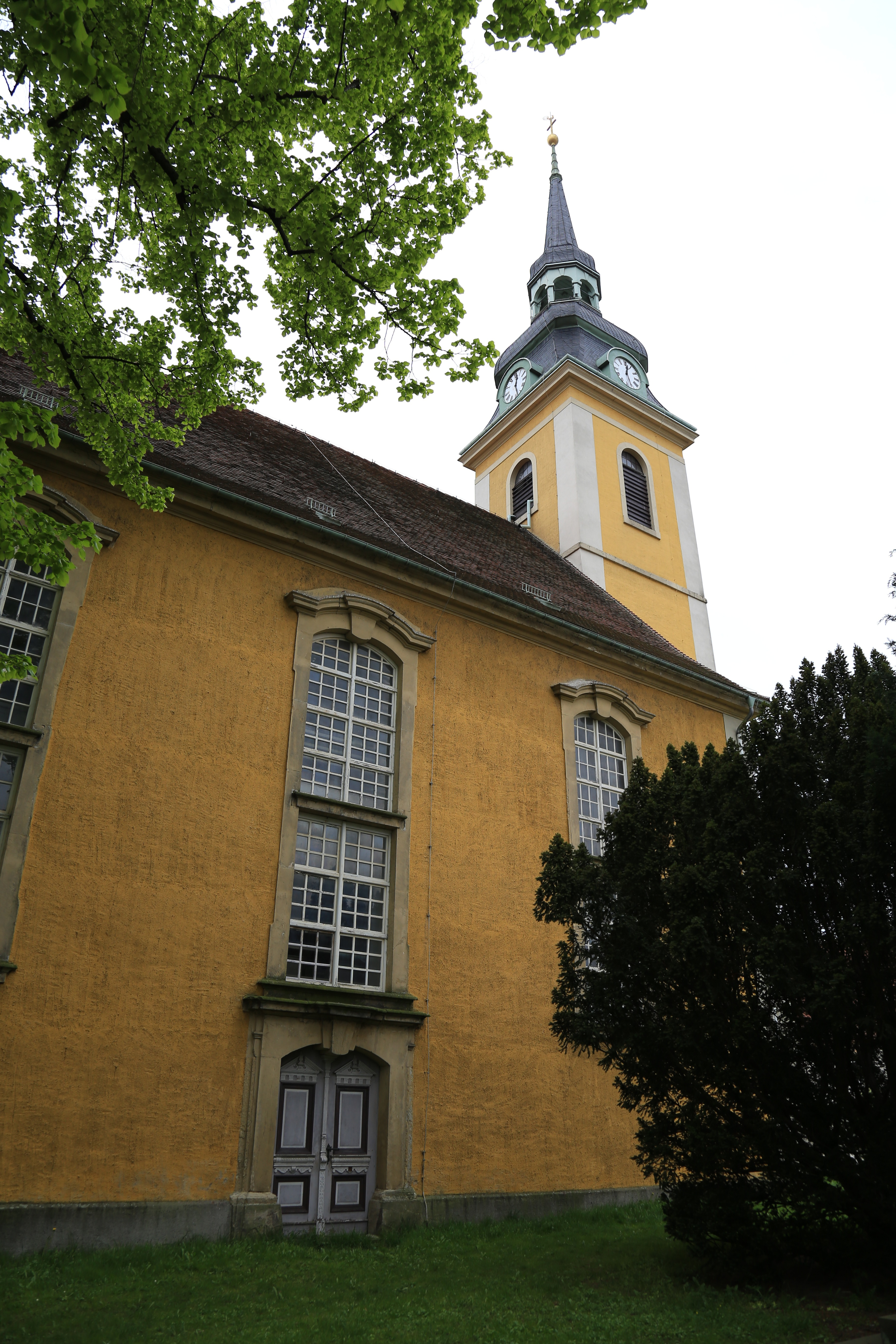
Kościół św. Michała
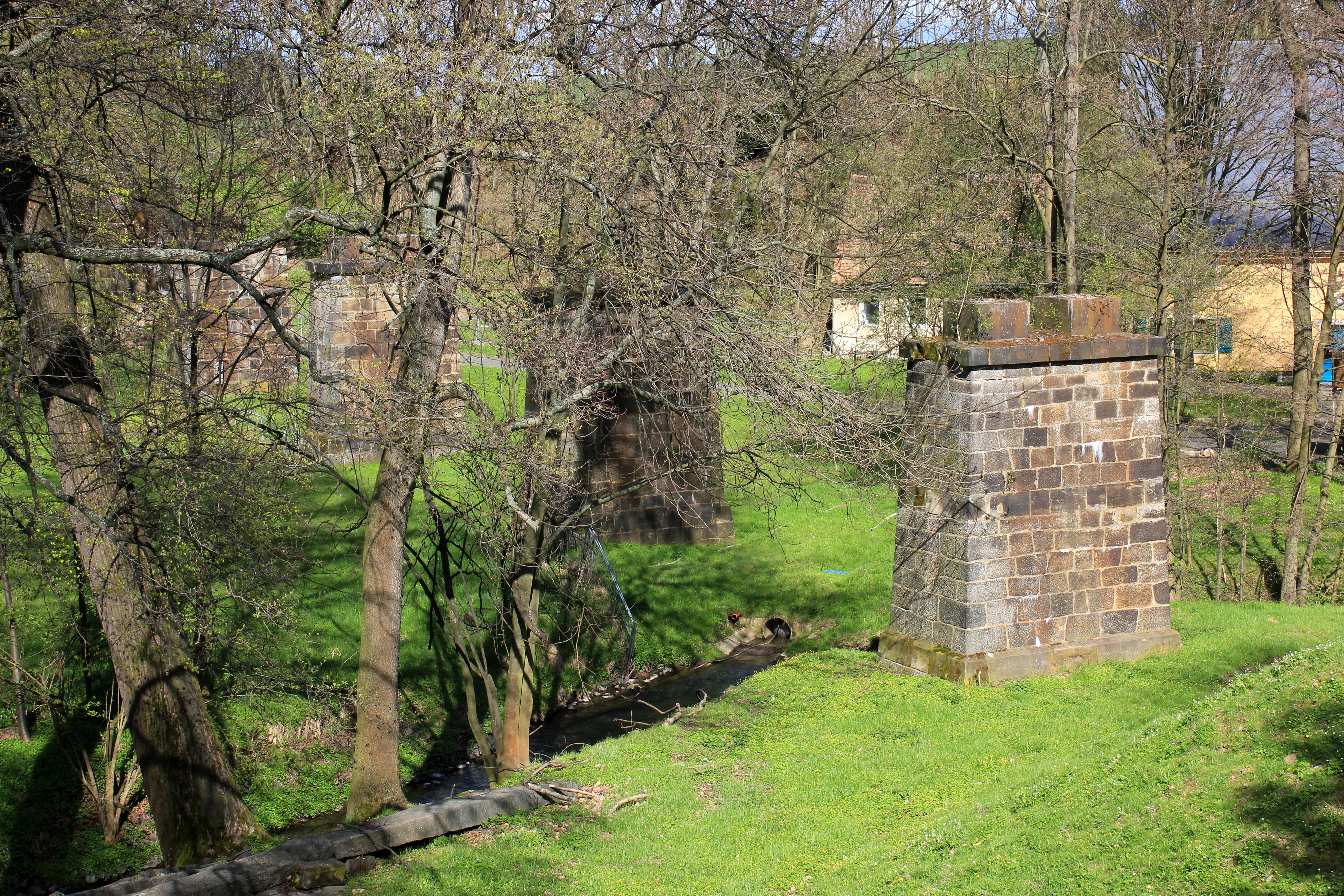
Pozostałości mostu kolejowego
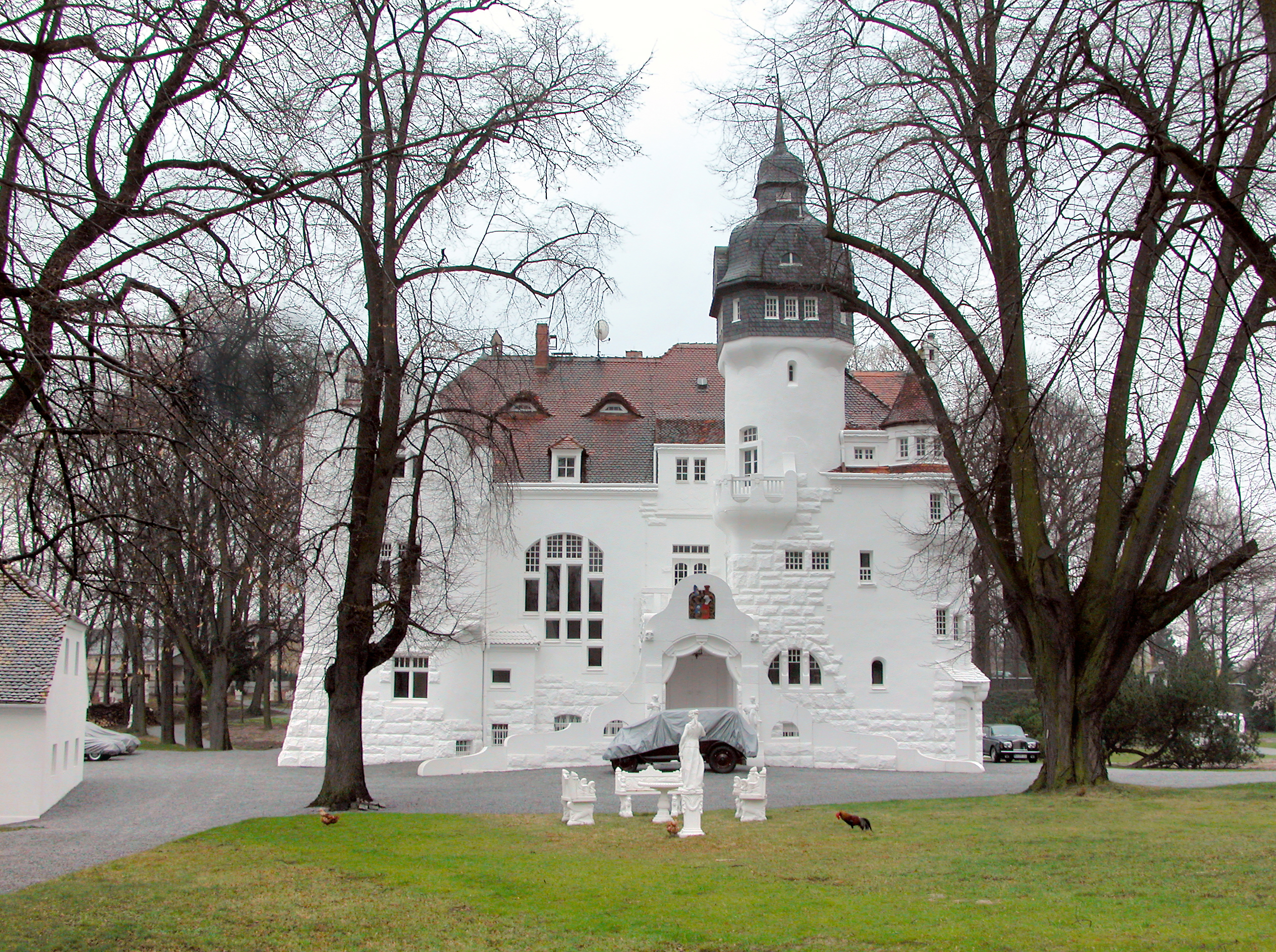
Pałac

## Współpraca
Miejscowość partnerska:
- Neufra, Badenia-Wirtembergia